# Dmitry Mezentsev
Dmitry Fyodorovich Mezentsev (em russo:  Дми́трий Фёдорович Ме́зенцев; Leningrado, 18 de agosto de 1959)  é um político e diplomata russo. É o embaixador da Rússia na Bielorrússia desde 30 de abril de 2019. Foi senador do oblast de Sacalina (2015-2019), secretário-geral da Organização de Cooperação de Xangai (2012-2015) e governador do oblast de Irkutsk (2009–2012).
Em 2012 Mezentsev concorreu à presidência da Rússia como independente, mas foi rejeitado pela Comissão Central de Eleições.